# دواين جونز (كرة سلة)
دواين جونز (بالإنجليزية: Dwayne Jones) مواليد 9 يونيو 1983 في مورغانتاون، هو لاعب كرة سلة أمريكي بدأ مسيرته الاحترافية في سنة 2005 يلعب في الدوري الدومينيكاني لكرة السلة كلاعب وسط ويحمل الرقم 33. يبلغ طوله 6 قدم 11 بوصة (2.1 م).

## فرق لعب لها
- بوسطن سيلتكس
- كليفلاند كافالييرز
- شارلوت هورنتس
- فينيكس صنز
- فوجيان سترجيونز

## إحصائيات المسيرة

### الرابطة الوطنية لكرة السلة
| السنة   | الفريق             | لعب | بدأ | دقيقة | ميداني% | ثلاثية | حرة  | ارتداد | صنع | استلاب | تصدي | نقطة |
| ------- | ------------------ | --- | --- | ----- | ------- | ------ | ---- | ------ | --- | ------ | ---- | ---- |
| 2005–06 | بوسطن سيلتكس       | 14  | 0   | 6.2   | .400    | –      | .462 | 2.2    | 0.1 | 0.1    | 0.2  | 1.0  |
| 2006–07 | كليفلاند كافالييرز | 4   | 0   | 4.5   | .000    | –      | .500 | 1.5    | 0.0 | 0.0    | 0.0  | 0.8  |
| 2007–08 | كليفلاند كافالييرز | 56  | 0   | 8.4   | .532    | .000   | .483 | 2.5    | 0.2 | 0.2    | 0.4  | 1.4  |
| 2008–09 | شارلوت هورنتس      | 6   | 0   | 8.7   | .571    | –      | .667 | 2.0    | 0.0 | 0.0    | 0.2  | 2.0  |
| 2009–10 | فينيكس صنز         | 2   | 0   | 3.5   | –       | –      | –    | 1.0    | 0.0 | 0.0    | 0.0  | 0.0  |
| المسيرة | المسيرة            | 82  | 0   | 7.8   | .508    | .000   | .494 | 2.3    | 0.1 | 0.1    | 0.4  | 1.3  |

## روابط خارجية
- دواين جونز على موقع إن بي أي (الإنجليزية)
- دواين جونز على موقع سبورتس رفرنس (الإنجليزية)
- دواين جونز على موقع كرة السلة الأوروبية.كوم (الإنجليزية)
- دواين جونز على موقع كلية كرة السلة في سبورتس رفرنس.كوم (الإنجليزية)
- دواين جونز على موقع ريلجم (الإنجليزية)
- دواين جونز على موقع بروبوليرز (الإنجليزية)
- دواين جونز على موقع سبورتس رفرنس (الإنجليزية)
- دواين جونز على موقع سبورتس رفرنس (الإنجليزية)
- دواين جونز على موقع سبورتس رفرنس (الإنجليزية)